# Asplenium reichlingii
Asplenium reichlingii är en svartbräkenväxtart som beskrevs av Lawal. Asplenium reichlingii ingår i släktet Asplenium och familjen Aspleniaceae. Inga underarter finns listade.